# Музей есперанто (Світави)
Музей есперанто у Світавах є частиною міського музею в місті Світави, Чехія. Музей представляє історію та сучасну діяльність руху есперантистів. Він був відкритий у вересні 2008 року.

## Розташування
Музей знаходиться в найкрасивішій будівлі міста, в будинку Оттендорфера, який був побудований в 1892 році Валентином Освальдом Оттендорфером, американським меценатом, народженим у Світавах. Германо Вандерлі, архітектор з міста Брно, спроєктував будинок, а міський голова Фрідріх Сандер доручив будівництво будівлі Йогану Біру. Будинок відомий також як Червона бібліотека, оскільки цеглини, з якої складені його стіни, мають червоний колір.

## Основне призначення будинку
В будинку також розміщена публічна бібліотека із 7400 книгами німецькою мовою, яка згодом розширилася до колекції з 22 000 томів. В той час місто було переважно німецькомовним. Час від часу, на верхньому поверсі проходять форуми, концерти, вистави та лекції.
Колекція книг вважається надзвичайно повною, оскільки Оттендорфер хотів щоб якісна література була доступною для широкої публіки. Він сподівався, що інші міста будуть слідувати його моделі. Потім, він вирішив каталогізувати колекцію за десятковою системою Дьюї.
Під час Другої світової війни було викрадено багато книг, потім ще більше за комуністичного періоду, поки не залишилось лише 6 000 томів. Зараз вони зберігаються в будинку на іншій стороні площі, в Міському музеї Світави.

## Заснування музею есперанто

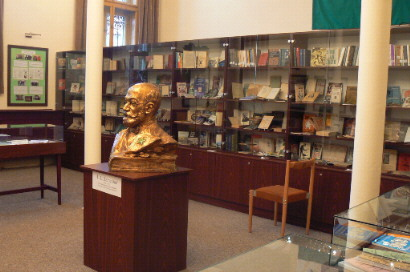
Основна експозиційна кімната музею

На першому поверсі будинку Оттендорфера було порожнє приміщення, яке завжди належало музею. Місцеві есперантисти запропонували директору музею та міському голові створити експозицію про історію руху есперанто. Їм обом сподобалась ця ідея. Вони не лише домовилися з міністерством культури, але й отримали фінансову підтримку, щоб відремонтувати та обладнати приміщення необхідними меблями. Значну частину роботи провела місцева спільнота есперанто, якій також допомагала Чеська асоціація есперанто, а також інші люди з-за кордону. Міський музей запозичив бюст Людвіка Заменгофа, творця мови есперанто, та багато книг із сусіднього міста Чеська-Тршебова, яке мало найбільшу колекцію книг мовою есперанто в Чехії. Але, там книги зберігались в архіві, подалі від громадськості, через наукові потреби, тоді як у Світавах вони виставляються для широкої публіки.

## Музей
Книги мовою есперанто демонструються у семи закритих склом макетах, вони відсортовані за темою. В музеї також представлені сучасні книги, які можна придбати. За макетами знаходиться закритий простір з книжними полицями, в яких стоять книжки мовою есперанто. Інші експонати можна побачити на п'яти закритих склом столах, є також 13 кадрів на стіні, що стосуються різних тем руху. Також є експонати у вигляді есперанто-шпильок, ґудзиків та інших невеликих історично значущих предметів. Відвідувачі можуть також взаємодіяти з комп'ютером із сенсорним екраном, щоб дізнатися більше про конкретні сфери, які їх цікавлять. Поруч — невелика колекція журналів та брошур, які відвідувачі можуть взяти із собою безкоштовно. В задній кімнаті музею є невелике кафе, де люди можуть спілкуватися.

## Події
У жовтні 2011 року в музеї відбулася «Есперанто Вікіманія» — захід, який відбувся з нагоди 10-ї річниці Вікіпедії мовою есперанто.